# Wallfahrtskirche Maria Moos

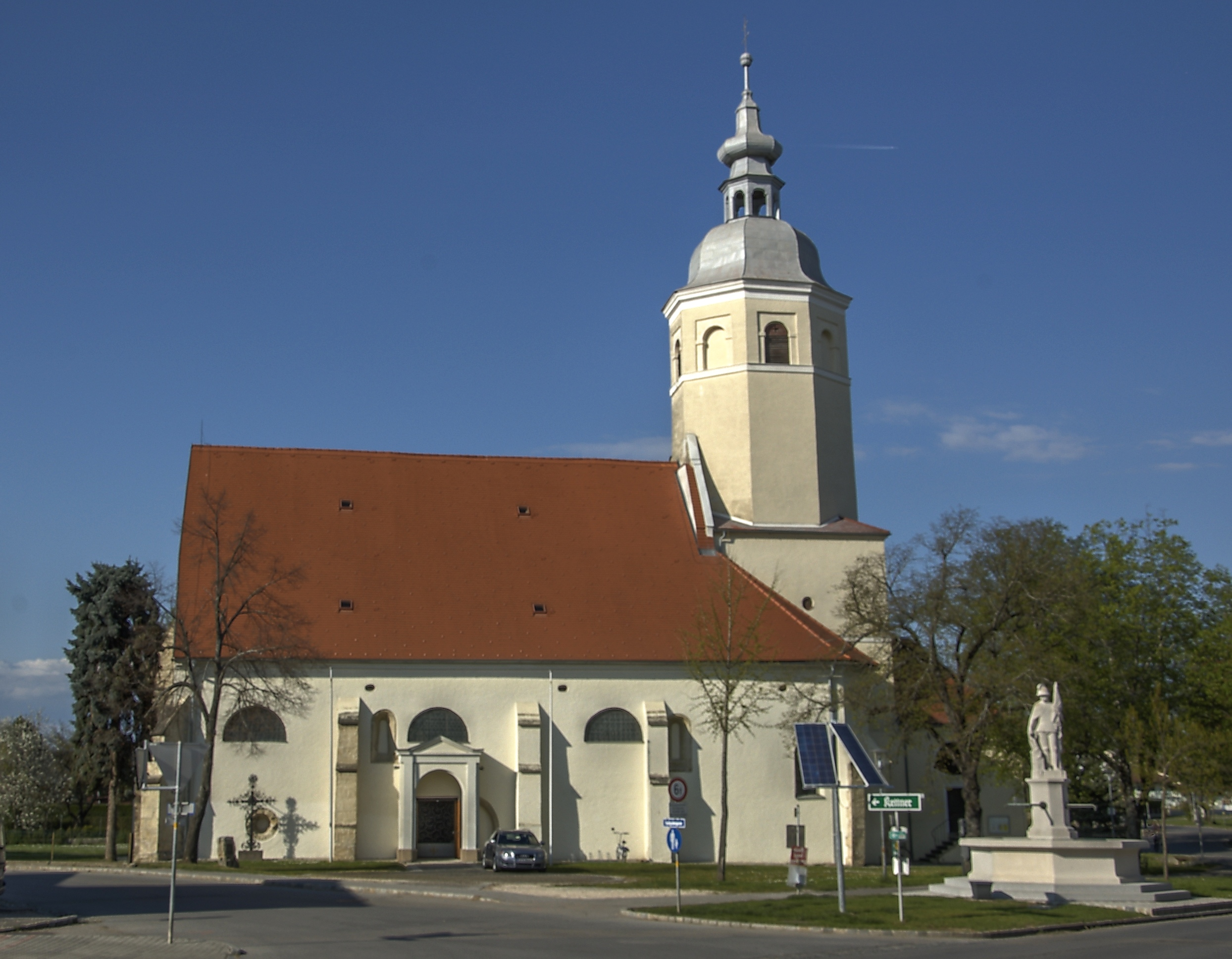
Katholische Wallfahrtskirche Maria Moos in Zistersdorf

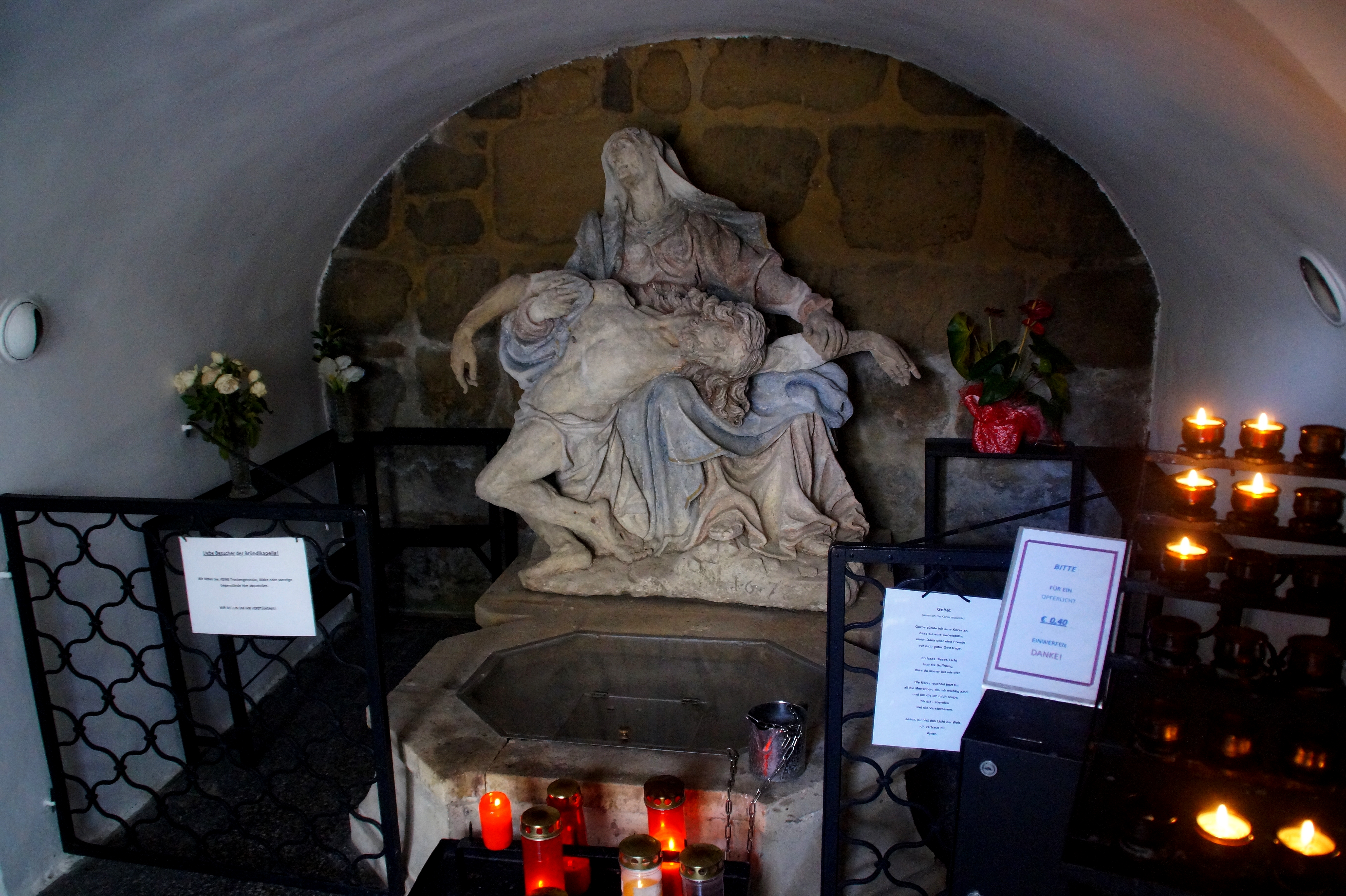
Das Brunnenheiligtum unter der Sakristei

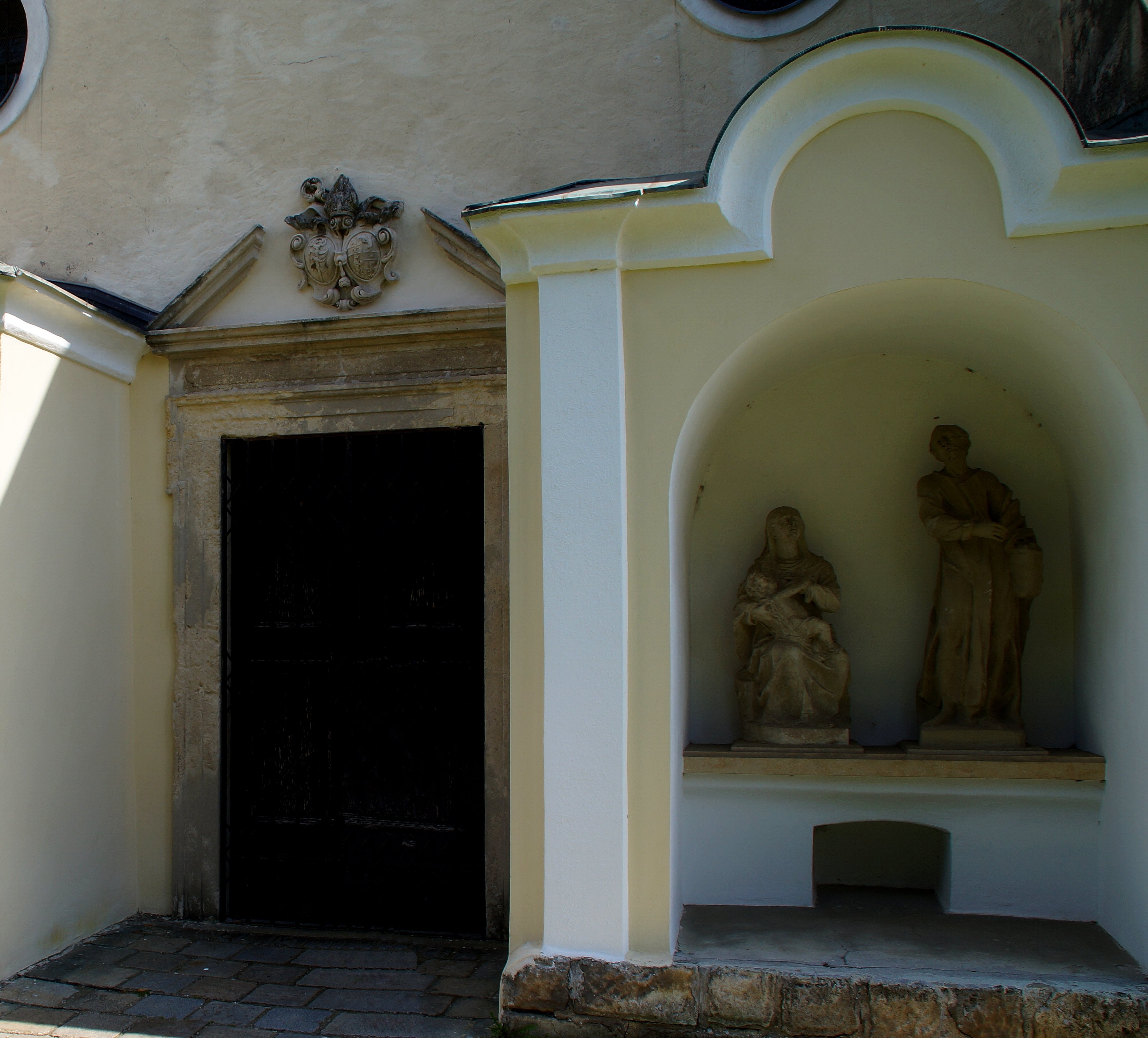
Westportal der Kirche

Die Wallfahrtskirche Maria Moos steht außerhalb der Stadtbefestigung Zistersdorf im Nordosten der Stadtgemeinde Zistersdorf im Bezirk Gänserndorf in Niederösterreich. Die der heiligen Maria geweihte römisch-katholische Wallfahrtskirche ist dem Stift Zwettl inkorporiert und gehört zum Dekanat Zistersdorf im Vikariat Unter dem Manhartsberg der Erzdiözese Wien. Die Kirche steht unter Denkmalschutz (Listeneintrag).

## Geschichte
Eine Pfarre wurde 1160 urkundlich genannt. Die mittelalterliche Kirche war ab der Mitte des 12. Jahrhunderts bis 1811 die Pfarrkirche von Zistersdorf. 1284 wurde die Kirche von den Kuenringer dem Stift Zwettl geschenkt und ab 1424 dem Stift inkorporiert.
An der Stelle eines frühmittelalterlichen Brunnenheiligtums wurde durch Alberto III. von Kuenring eine romanische Ostturmkirche erbaut. Der bemerkenswerte mittelalterliche romanische Kirchenbau aus dem Mitte des 12. Jahrhunderts wurde im Ende des 13. Jahrhunderts und in der ersten Hälfte des 14. Jahrhunderts gotisch zum dreischiffigen Kirchenbau erweitert. In der ersten Hälfte des 15. Jahrhunderts waren Umbauten. Im dritten Viertel des 17. Jahrhunderts erfolgte unter dem Abt Bernhard Linck (1646–1671) eine Barockisierung.

## Architektur
Der breitgelagerte Kirchenbau unter einem Satteldach hat einen hohen Ostturm. Die schlichte Westfront mit kräftige vorgelagerten Strebepfeilern hat ein Rechteckportal mit einem bekrönenden Sprenggiebel mit dem Wappenstein vom Abt Bernhard Linck, beidseits des Portales stehen in Rundbogennischen barocke Steinfiguren, links Joachim und Anna, rechts Heilige Familie, im hochgezogenen Dreieckgiebel befindet sich ein hohes barockes Rundbogenfenster. Die Langhausseite mit dem südlichen Seitenschiff hat hochgelegene Lünettenfenster zwischen kräftigen Strebepfeilern und freigelegte gotische Spitzbogenfenster, das Südschiff schließt mit einem polygonalen gotischen Seitenschiffchor mit zweiteiligen Maßwerkfenstern zwischen gotischen Strebepfeilern ab. Die Langhausnordseite hat hochgelegene Lünettenfenster zwischen jüngeren Strebepfeilern sowie schlanke vermauerte Spitzbogenfenster und zeigt freigelegtes Quadermauerwerk beim Sockel, der Schluss des Nordschiffes zeigt sich etwas vorspringend als Chorquadrat des frühmittelalterlichen Vorgängerbaus mit freigelegten romanischen Schlitzfenstern. Das eingezogene Chorquadrat des Mittelschiffes mit freigelegten romanischen Rundbogenfenstern erhielt einen Anbau in gleicher Breite als barocke zweigeschoßige Sakristei, im Kellergeschoß des Sakristeianbaues befindet sich die Bründlkapelle. Über dem Chorquadrat steht der schlanke dreigeschoßige im Kern mittelalterliche Ostturm, bis zum zweiten Geschoß quadratisch, im dritten Geschoß als oktogonaler barocker Abschluss aus dem 17. Jahrhundert mit Rundbogenfenstern und einem Zwiebelhelm mit Laternenbekrönung aus dem 18. Jahrhundert.
Vor der Kirche befindet sich der Florianibrunnen als oktogonales Brunnenbecken mit der mittigen Säulenfigur hl. Florian aus dem dritten Viertel des 20. Jahrhunderts.
Das Kircheninnere zeigt sich als dreijochiges dreischiffiges Langhaus mit einem höheren Mittelschiff unter Stichkappentonnen zwischen breiten Gurten und in der Gewölbemitte mit einem Rundspiegel, es gibt ein reich profiliertes umlaufendes Gesims über Rundbogenarkaden auf schweren Rechteckpfeilern mit im Kern romanischem Mauerwerk. Die dreiteilige Orgelempore ist kreuzgratgewölbt und steht auf toskanischen Säulen. Der schmale Triumphbogen ist rundbogig. Das etwas erhöhte romanische Chorquadrat hat ein barockes Kreuzgratgewölbe auf teils erhaltenen romanischen Dreiviertelsäulen mit Knospenkapitellen. Die niedrigeren Seitenschiffe haben Kreuzgratgewölbe auf breiten Gurten, im Südschiff ist die Annakapelle als kleiner einjochiger Südchor mit Doppelgurten und einem Fünfachtelschluss, im Nordschiff die Gnadenkapelle mit einem Chorraum mit einem ausgerundeten Schluss. Gegenüber dem Westportal befindet sich ein Kriegerdenkmal aus 1920.

## Ausstattung
Die bemerkenswerte barocke Einrichtung entstand überwiegend in der Mitte des 18. Jahrhunderts.
Der bedeutende Hochaltar aus der Mitte des 18. Jahrhunderts ist ein reicher Doppelsäulenaltar und zeigt das Hochaltarblatt Mariä Himmelfahrt von Paul Troger 1753, er trägt die Seitenfiguren Hll. Benedikt und Bernhard und im Auszug die Figurengruppe Hl. Dreifaltigkeit flankiert von adorierenden Engeln, alle von Jakob Christoph Schletterer, die Opfergangsportale sind mit Vasen bekrönt. Die zierlichen Seitenaltäre aus der Mitte des 18. Jahrhunderts haben reiches Dekor, die Altarblätter zeigen links Wendelin 1751 und rechts Thekla 1754 von Ferdinand Kainz, die Bildhauerarbeiten sind von Johann Georg Hueber. Der Annenaltar im südlichen Seitenschiffchor ist ein bemerkenswerter barocker Altar aus der Mitte des 18. Jahrhunderts, das Altarblatt Anna Maria lesen lehrend schuf Paul Troger 1758, das Altarblatt ist mit einem Baldachin bekrönt, der Auszug zeigt das Auge Gottes, den Reliquienschrein mit dem Haupt des hl. Libertatus schuf Leopold Ganz. Der Gnadenaltar im nördlichen Seitenschiffchor ist ein bemerkenswerter Marmoraltar aus 1698 und wurde 1753 im Zuge einer Raumerhöhung mit einem reich gestalteten größeren Baldachinaufbau umfangen, im Zentrum des Altars steht die spätgotische Figur Pietà aus dem dritten Viertel des 15. Jahrhunderts. In der Bründlkapelle gibt es eine bemerkenswerte Steinfigurengruppe Pietà aus 1672.
Eine Glocke nennt Ferdinand Drackh 1735.